# Schloss Radibor

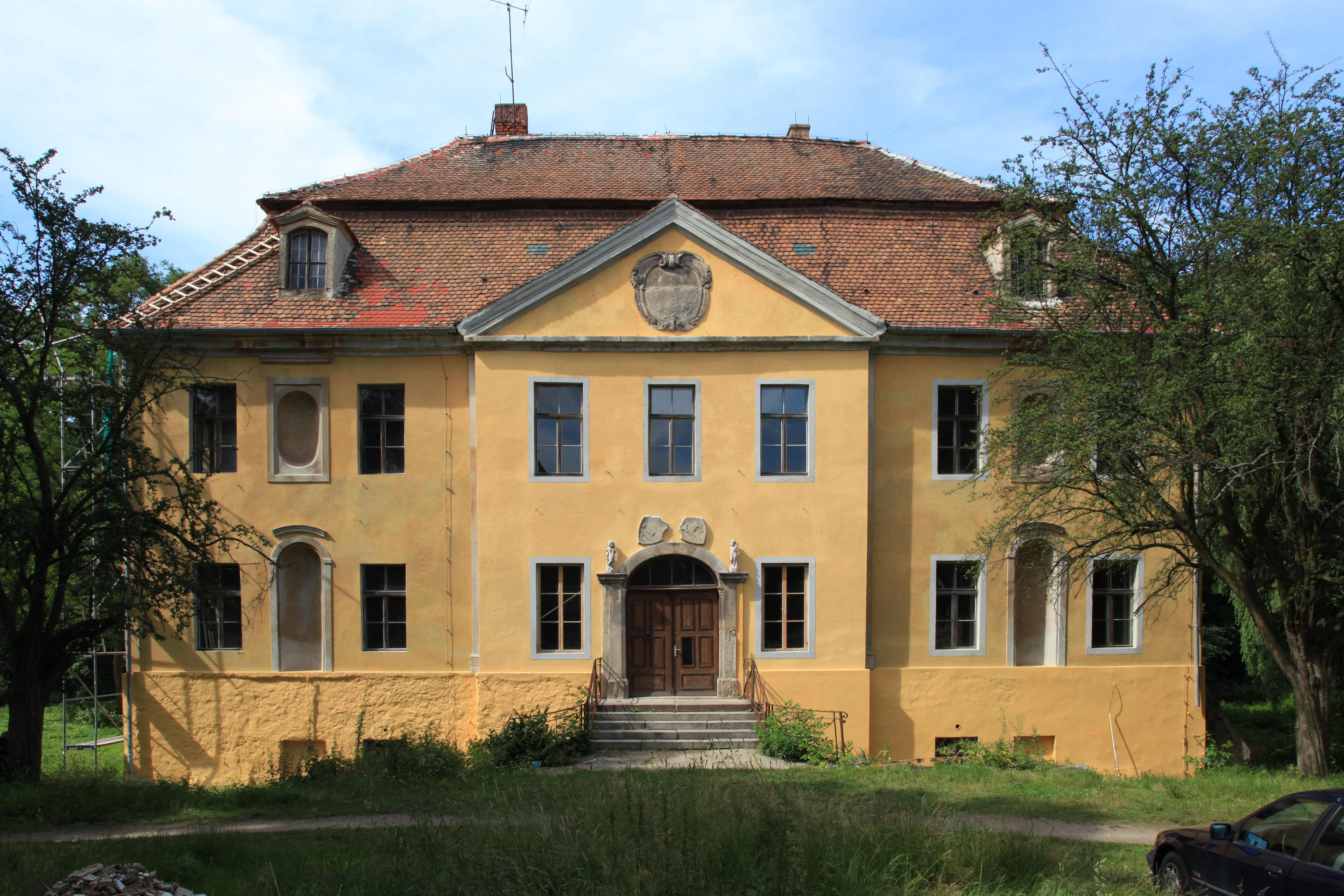
Schloss Radibor

Das Schloss Radibor, obersorbisch Radworski hród, ist ein Schloss in Radibor im Landkreis Bautzen in der sächsischen Oberlausitz. Das Gebäude des früheren Rittergutes geht im Kern auf eine alte Wasserburganlage zurück. Seit 2021 ist die Anlage wieder in Privatbesitz. Der Baukörper steht aufgrund seiner bau- und ortshistorischen Bedeutung unter Denkmalschutz.

## Geschichte
Bereits im 11. Jahrhundert gab es im heutigen Radibor einen Herrensitz. Erstmals erwähnt wurde das Gut im Jahr 1397, Besitzer Sigismund Behr, Bürger von Budissin (Bautzen). Von dieser Zeit an wechselten die Besitzer häufig, es folgten u. a. die unbekannte Familie des Gerhard (de) von Bolberitz-Bolbritz, von Plaunitz, 1589 Christoph von Haugwitz, 1605 Christoph von Minckwitz, 1685 Johannes Julius von Burkersroda. 1707 war der Herrensitz und das Rittergut in den Besitz der zumeist in Mecklenburg begüterten Adelsfamilie von Schack gelangt.
Das heutige Schloss wurde zwischen 1701 und 1708, nach anderen Quellen in den Jahren 1719/1720, unter Friedrich Wilhelm von Schack (1688–1749) im Stil des Spätbarock errichtet. 1765 kam das Rittergut Radibor an den General Joseph Baron (Freiherr) von Ried, anderen Archiven zufolge an Obrist-Lieutnant Baron (Freiherr) Ludwig von Ried. Seit 1783 gehörte das Schloss der Witwe Maria Johanna Nepomucena Gräfin von Bolza, ab 1787 verehelichte Gräfin von Gondrecourt. 1805 ging das Rittergut für 80.000 Taler in den Besitz Carl Friedrich Wilhelm von Bose (1760–1818). Von mindestens 1819, Nachweis 1822, bis 1830 ist mit Regierungsrat Johann Georg Geißler ein erster bürgerlicher Gutsherr nachgewiesen. 1848 kam die Familie Swoboda, der Schönburg’schen Kämmerer Victor Leopold Swoboda-Elzenberg, an das damalige Allodial-Rittergut Radibor. 1843 (der noch Minorenn) Reinhard von Voss, ab 1854 Familie von Einsiedel.
Die Angaben der Gutsgröße mit 240 ha des Güter-Adressbuchs Freistaat Sachsen 1925 sind in allen, und teils auf Selbstangaben beruhenden, Flächendaten konkret, davon waren 114 ha Ackerflächen. Eigentümer waren damals die Gräfinnen Elisabeth und Anna von Einsiedel, Verwalter Felix Winkler. Die letzten Besitzer waren u. a. Leutnant Clemens Graf Einsiedel, seine Ehefrau wurde Ehefrau Elizabeth Campell a. d. H. d. Baronets Campbell. Dann folgte die Tochter, Gräfin Helene von Einsiedel-Radibor im Eigentum, bis 1928. Ihr Mann war Rittmeister d. R. und Verweser des Weltadeligen Fräulein-Stiftes Joachimstein, Alfred-Georg Sahrer von Sahr auf Ehrenberg. Ihre Tochter Freifrau Johanna von Welck, geb. Sahrer von Sahr (1875–1956), wurde dann Gutsherrin bis 1945. Sie war verheiratet mit dem späteren Domdechanten des Hochstifts zu Meißen und sächs. Kammerherrn Alfred Freiherr von Welck (1866–1963), der auch als Autor tätig wurde. 1945/1946 erfolgte die Enteignung bei der Bodenreform in der Sowjetischen Besatzungszone.
Nach dem Ende des Zweiten Weltkrieges wurden das Objekt vielfältig genutzt, als Sorbisches Institut für Lehrerbildung, Internat und LPG-Küche; Leerstand seit den 1990er Jahren. 2021 begann eine umfassende Sanierung in privater Hand.

## Architektur
Das Schloss Radibor ist ein stattlicher barocker Putzbau. Die Bauzeit ist in den Zeitraum zwischen 1701 und 1720 datierbar. Es diente als insgesamt doch großzügiger gestalteter Wohnsitz der genannten Familie von Schack. Von der an dieser Stelle ehemals vorhandenen Wasserburg ist das Grabensystem zum Teil noch erkennbar. Der zweigeschossige Baukörper baut sich auf einem fast quadratischen Grundriss auf, mit einem schmalen Lichthof im Zentrum. Die Hauptfront wird betont von einem dreiachsigen giebelversehenen Risalit. Über dem Mittelportal sind zwei um 1910 geschaffene figürliche Halbreliefs angebracht. Im Inneren des alten Herrensitzes führt von einer großzügigen Halle aus eine fünfläufige Treppe in das Obergeschoss. Unter deren Mittelpodest befindet sich der Zugang zum Lichthof und von diesem ein Gang, der zum Garten geht. Im vorderen Teil des Gebäudes erstreckten sich die Wohnräume, im hinteren Teil sind überwölbte ehemalige Wirtschaftsräume. In den großen Räumen des Obergeschosses sind noch fragmentarische Farbfassungen erhalten.
Das Schloss liegt in einem Park mit älteren Baumbestand. Hier befinden sich zwei Pavillonbauten. 1993 fand unter der Deutschen Stiftung Denkmalschutz eine erste Notsicherung statt. 2024 folgte die Sanierung der besagten Kavaliershäuser.